# Верцингеторикс
Верцингеторикс (лат. Vercingetorix; рођен око 82. п. н. е, умро 46. п. н. е.) је био поглавар галског племена Арвернија , пореклом из арвернијског града Герговије. Познат је по вођењу неуспешног рата против Римљана предвођених Јулијем Цезаром. За његову побуну се зна само на основу Цезарових списа, а узима се као пример галских врлина и одлучности.
Цезар је био у могућности да искористи унутрашње поделе Галије да лако потчини земљу, а Верцингеториксов покушај да уједини Гале против римске инвазије дошао је прекасно. У бици код Алезије, такође 52. п. н. е, Римљани су опседали и поразили његове снаге; да би спасао што више својих људи, предао се Римљанима. Био је у затвору пет година. Године 46. п. н. е, као део Цезаровог тријумфа, парадиран је улицама Рима, а затим погубљен гаротирањем. Верцингеторикс је првенствено познат кроз Цезарове Commentarii de Bello Gallico (Коментари о Галском рату). До данас се сматра народним херојем у Оверњу, његовом родном региону.

## Име
Галско име Vercingetorix дословно значи 'велики/врховни краљ/вођа ратника/хероја'. То је сложеница префикса ver- ('преко, супериоран'; уп. староирски for, старовелшки/старобретонски guor, корнијски gor), придружен са -cingeto- ('ратник, херој', од ПИЕ основе што значи 'газити, корачати, ходати'; уп. староирски cinged) и -rix ('краљ'; уп. келтиберски reikis, староирски rí, старовелшки ri). Научник Мајгреад Ни К. Добс је предложио да се име сродно с Ирском у облику Ferchinged an rí У свом Цезаровом животу, Плутарх преводи име као Vergentorix (Ουεργεντοριξ). Према Флору, он је био „обдарен [...] именом које је изгледа требало да изазове терор“.

## Историја
Пошто је постављен за гувернера Нарбонске Галије, Јулије Цезар је наставио освајања на северу Галије и одржавао је контролу само раздвајајући Гале и после их засебно покоравајући. Користио је фракционализам, дајући повластице појединим галским племићима, пружајући им политичку подршку и римске луксузе, попут вина. Покушаје побуна против Рима, попут Амбиориксове 54. п. н. е., подржавали су само локални Гали. Међутим, Верцингеторикс (чијег су оца убили само Гали јер је покушао да се прогласи вођом свих Гала) је успео да уједини сва галска племена и применом модерних техника ратовања покушао је да се супротстави Цезару.
Након победе над Цезаром код Герговије (данас Клермон Феран), Верцингеторикс је поражен и заробљен код Алезије (близу Дижона). Цезар је Верцингеторикса држао пет година у затвору - да сачека његов, Цезаров велики тријумф - после чега је јавно погубљен је у Риму.

### Контекст
Пошто је постављен за гувернера римске провинције Галија Нарбоненсис (модерна Прованса) 58. п. н. е, Гај Јулије Цезар је наставио да осваја галска племена даље у наредних неколико година, одржавајући контролу кроз пажљиву стратегију завади па владај. Искористио је фракционизам међу галским елитама, дајући предност одређеним племићима у односу на друге уз политичку подршку и римски луксуз као што је вино. Покушаји побуне, попут Амбиориксовог 54. п. н. е, обезбедили су само локалну подршку, али Верцингеторикс, чијег су оца, Келтила, његови сународници убили зато што је желео да влада целом Галијом, успео је да уједини галска племена против Римљана и да адаптира актуелније стилове ратовања.

### Опсада Аварикума
Флавни град Битуриђис, Аварикум (близу данашњег Буржа), галско насеље директно на Цезаровом путу, било је поштеђено. Због снажних протеста града, природно одбранљивог терена и очигледно јаке вештачки конструисане одбране, Верцингеторикс је одлучио да га не сруши и спали. Препустивши град његовој судбини, Верцингеторикс је камповао далеко изван Аварикума и фокусирао се на узнемиравање напредујућих римских јединица које су предводили Цезар и његов главни поручник Тит Лабијен. Међутим, када су стигли у Аварикум, Римљани су започели опсаду и на крају заузели престоницу.
После тога, у одмазди за 25 дана глади и рада на опсади потребним да се пробије Аварикумова одбрана, Римљани су поклали скоро целокупно становништво, око 40.000 људи, остављајући само око 800 живих.

### Битка код Герговије
Следећа велика битка била је код Герговије, главног града Арвернија. Током битке, Верцингеторикс и његови ратници разбили су Цезарове легије и савезнике, наневши им велике губитке. Верцингеторикс је тада одлучио да следи Цезара, али је претрпео велике губитке (као и Римљани и њихови савезници) током коњичке битке и он се повукао и прешао у друго упориште, Алесију.

### Битка код Алезије
У бици код Алезије у септембру 52. п. н. е, Цезар је изградио утврђење око града да би га опседао. Међутим, Верцингеторикс је позвао своје галске савезнике да нападну Римљане који су опседали. Ове снаге су укључивале војску Арвернија коју је предводио Верцингеториксов рођак Веркасивелаунос и војску од 10.000 Лемовица предвођених Седулосом.
Пошто је римска опсада била окружена остатком Галије, Цезар је изградио још једно утврђење окренуто ка споља (контравалацију) против очекиваних непријатељских армија, што је резултирало утврђењем у облику прстена. Галска помоћ је стигла у недовољном броју: процене се крећу од 80.000 до 250.000 војника. Верцингеторикс, тактички вођа, био је одсечен од њих изнутра, а без његовог вођства напади су у почетку били неуспешни. Међутим, напади су открили слабу тачку у утврђењима и комбиноване снаге изнутра и споља су замало направиле пробој. Тек када је Цезар лично повео последње резерве у битку, коначно је успео да победи. Ово је била одлучујућа битка у стварању Римског царства.
Према Плутарху, Caes. 27.8-10, Верцингеторикс се предао на драматичан начин, јашући свог лепо украшеног коња из Алезије и око Цезаровог логора пре него што је сјахао пред Цезаром, скинуо оклоп и сео до ногу свог противника, где је остао непомичан док није био одведен. Цезар даје контрадикцију из прве руке овог извештаја, De Bell. Gal. 7.89, где се Верцингеториксова предаја описује много скромније.

## Наслеђе

### Споменици
Наполеон III је 1865. године подигао споменик Верцингеториксу висок 7 m (23 ft), који је направио вајар Еме Милет, на наводном месту Алесије. Архитекта споменика био је Ежен Виоле-ле-Дук. Статуа и даље стоји.
Многе друге монументалне статуе Верцингеторикса подигнуте су у Француској током 19. века, укључујући једну од Фредерика Бартолдија на тргу де Жод у Клермон-Ферану.

### Астероид
Астероид 52963 Верцингеторикс, који је открио OCA–DLR астероидни преглед, назван је у његову част. Званичан назив је објавио Центар за мале планете 25. септембра 2018. (M.P.C. 111800).